# Індустрія (Ровеньківський район)
Інду́стрія — селище в Україні, в Хрустальненській міській громаді Ровеньківського району Луганської області. Населення становить 841 особу. Орган місцевого самоврядування — Краснокутська селищна рада.

## Географія
Географічні координати: 48°12' пн. ш. 38°42' сх. д. Часовий пояс — UTC+2. Загальна площа селища — 1,9 км².
Селище розташоване за 45 км від Антрациту. Найближча залізнична станція — Дебальцеве, за 28 км. У селищі бере початок Балка Довжичок.

## Історія
Засноване селище 21 вересня 1932 року.

## Населення
За даними перепису 2001 року населення селища становило 841 особу, з них 14,27 % зазначили рідною українську мову, 84,78 % — російську, а 0,95 % — іншу.